# Jacques Secrétin
Jacques Secrétin (Carvin, 1949. március 18. – 2020. november 25.) világ- és Európa-bajnok francia asztaliteniszező.

## Sportpályafutása
1974 és 1986 között számos érmet nyert egyesben, párosban és csapatversenyekben az asztalitenisz Európa-bajnokságokon, a világbajnokságokon pedig öt érmet gyűjtött.
1976-ban egyéniben, egy évvel később vegyes párosban szerzett világbajnoki címet. Hatvanhétszer nyerte meg a francia bajnokságot, a 20. évszázad legjobb asztaliteniszezőjének választották hazájában.

## Élete
Észak-Franciaországban született, Carvin városában. Szülei is asztaliteniszeztek, ő maga nyolcéves korában kezdett el versenyszerűen játszani. Huszonhat éves sportolói pályafutása során Jean-Philippe Gatien-nel Franciaország egyik legsikeresebb párosát alkotta, míg Claude Bergerettel vegyes párosban alkotott maradandót, többek között az 1977-es világbajnokságon, ahol aranyérmes lett.  Hatvanegy alkalommal volt Franciaország bajnoka (Tizenhétszer férfi egyesben, tízszer férfi párosban, tizenegyszer vegyes párosban, hatszor Claude Bergerettel párosban és négy alkalommal Martine Le Brasszal, huszonhárom alkalommal pedig csapatban).
2020. november 25-én, 71 éves korában hunyt el.

## Emlékezete
Hazájában sportcsarnokok, közterek viselik a nevét, Lesquin városában utcát neveztek el róla.

## Díjai
- A 20. évszázad legjobb francia asztaliteniszezője[13]
- A Francia Köztársaság Nemzeti Érdemrendje
- A Francia Köztársaság Becsületrendjének lovagja